# Gnilec (osada)
Gnilec – mała osada śródleśna w Polsce, położona w województwie podlaskim, w powiecie hajnowskim, w gminie Narewka na południowym skraju Puszczy Ladzkiej. Leży nad Jabłoniówką, na której utworzono stawy.
W latach 1975–1998 miejscowość administracyjnie należała do województwa białostockiego.
Nazwę Gnilec noszą również pobliskieː kolejowy przystanek osobowy na linii Hajnówka – Narewka – Siemianówka, oraz rezerwat przyrody w Puszczy Ladzkiej.

## Historia
Nieznany jest czas powstania Gnilca, wielce prawdopodobne jest to, że osada powstała w XVIII wieku. Osada układała się w typowy dla regionu kształt ulicówki. Na północ od wsi płynęła rzeka Jabłoniówka, wzdłuż której rozciągały się pola uprawne oraz pastwiska wraz z mokradłami. Obecnie na dawnych polach i łąkach rośnie bujny las oraz znajdują się tam sztuczne zbiorniki wodne.
W 1866 roku wieś liczyła 16 domów, a w roku 1886 zamieszkałych było 29 domostw. Najprawdopodobniej wskutek Bieżaństwa w 1915 roku, znaczna większość mieszkańców wsi nie wróciła do swoich domów. Według spisu ludności z 30 września 1921 roku Gnilec zamieszkiwało 10 osób, gdzie wszyscy zadeklarowali, że są wyznania prawosławnego oraz zadeklarowali narodowość polską. W roku 1928 w osadzie znajdowały się zaledwie 3 chaty. Obecnie Gnilec liczy jedynie sześć gospodarstw, z czego zaledwie trzy zamieszkane są na stałe. W jednym z domostw znajduje się Leśnictwo Gnilec.

## Religia
Wierni cerkwi prawosławnej należą do parafii w. Apostoła Jakuba w Łosince, a wierni kościoła rzymskokatolickiego należą do parafii św. Jana Chrzciciela w Narewce.